# Человек с тысячью лиц (фильм, 2016)
«Человек с тысячью лиц» (исп. El hombre de las mil caras) — кинофильм режиссёра Альберто Родригеса, вышедший на экраны в 2016 году. Лента основана на документальной книге Мануэля Сердана «Паэса, шпион с тысячью лиц» (исп. Paesa, el espía de las mil caras). Премьера состоялась на 64-м Международном кинофестивале в Сан-Себастьяне, где Эдуард Фернандес получил «Серебряную раковину» за лучшую мужскую роль. Фильм также был показан на Лондонском кинофестивале в 2016 году.

## Сюжет
Действие происходит в середине 1990-х годов. Франсиско Паэса — бывший агент испанских спецслужб, сыгравший в 1980-е годы важную роль в успешных операциях против организации баскских сепаратистов ЭТА, но так и не получивший за это обещанного вознаграждения и даже вынужденный покинуть страну. И вот ему представляется удобный случай расплатиться за всё. К нему обращается Луис Рольдан, бывший начальник Гражданской гвардии, которому грозит обвинение в коррупции. Паэса за приличную сумму обещает позаботиться о счетах и собственности Рольдана, которого убеждает пуститься в бега. Пока бывший высокопоставленный чиновник прячется в Париже, Паэса запутывает следы, переводя деньги «клиента» со счёта на счёт по всему миру, и параллельно вступает в тайные переговоры с испанским правительством...

## В ролях
- Эдуард Фернандес — Франсиско Паэса[англ.]
- Хосе Коронадо — Хесус Камоэс
- Карлос Сантос — Луис Рольдан
- Марта Этура — Ньевес Фернандес Пуэрто
- Кристиан Штамм — Ханс
- Энрик Бенавент — Кастурелли
- Филипп Реббо — Пино
- Луис Кальехо — Хуан Альберто Бельок
- Эмилио Гутьеррес Каба — Осорно
- Мирейя Портас — Глория

## Награды и номинации
- 2016 — приз «Серебряная раковина» за лучшую мужскую роль (Эдуард Фернандес) и приз Feroz Zinemaldia на кинофестивале в Сан-Себастьяне.
- 2017 — две премии «Гойя» за лучший адаптированный сценарий (Рафаэль Кобос, Альберто Родригес) и за лучший актёрский дебют (Карлос Сантос), а также 9 номинаций: лучший фильм, лучший режиссёр (Альберто Родригес), лучшая мужская роль (Эдуард Фернандес), лучшая оригинальная музыка (Хулио де ла Роса), лучший монтаж (Хосе Мойяно), лучшая работа художника-постановщика (Пепе Домингес дель Ольмо), лучший грим и причёски (Йоланда Пинья), лучший менеджер производства (Мануэла Окон), лучший звук (Даниэль де Зайяс, Сезар Молина, Хосе Мановель).
- 2017 — премия «Гауди» за лучшую мужскую роль (Эдуард Фернандес).